# Jukka Toivola
Jukka Olavi Toivola (Liperi, 7 september 1949 – Pori, 27 mei 2011) was een Finse marathonloper. Hij nam eenmaal deel aan de Olympische Spelen, maar eindigde bij die gelegenheid niet in de voorste gelederen.

## Loopbaan
Toivola verdedigde de kleuren van Finland op de Olympische Spelen van 1976 in Montreal, zonder hierbij in de buurt te komen van olympisch eremetaal. Hij eindigde als 27e.
Drie jaar later kwam hij in de eerste editie van de marathon van Stockholm veel beter tot zijn recht door deze te winnen in 2:17.35. In dat jaar veroverde hij op de marathon tevens de nationale titel.
Zijn beste prestatie op een internationaal kampioenschap leverde Jukka Toivola in 1982, toen hij tijdens de Europese kampioenschappen in Athene onder broeierige omstandigheden op de marathon vijfde werd in 2:17.31, ruim twee minuten achter de winnaar, de Nederlander Gerard Nijboer.
Toivola overleed in 2011 aan de gevolgen van ALS, een ziekte die zich in 2007 bij hem openbaarde.

## Titels
- Fins kampioen marathon – 1979

## Persoonlijk record
| Onderdeel | Prestatie | Datum           | Plaats   |
| --------- | --------- | --------------- | -------- |
| marathon  | 2:10.52   | 25 oktober 1981 | New York |

## Palmares

### 25 km
- 1973: 5e Korso – 1:22.07

### 30 km
- 1973: 4e Palojoki-Pirkkola – 1:50.30

### marathon
- 1973:  marathon van Turku – 2:17.26
- 1974: 5e marathon van Hyvinkaa – 2:18.25
- 1974:  marathon van Turku – 2:16.43
- 1975:  marathon van Imatra – 2:16.20,8
- 1975:  marathon van Montreal – 2:25.50
- 1976:  marathon van Oulu – 2:17.53,8
- 1976: 27e OS – 2:20.26,6
- 1976: 4e marathon van Kosice – 2:19.37,6
- 1977:  marathon van Vantaa – 2:16.30
- 1979:  marathon van Chemnitz – 2:15.14,5
- 1979:  marathon van Maarianhamina – 2:17.08
- 1979:  marathon van Stockholm – 2:17.35
- 1979: 6e marathon van New York – 2:13.59
- 1979: 4e marathon van Baltimore – 2:23.08
- 1980: 18e marathon van Chemnitz – 2:17.50
- 1980: 31e marathon van New York – 2:19.47,1
- 1981: 10e marathon van Tokio – 2:14.27
- 1981: 6e Boston Marathon – 2:11.53
- 1981:  marathon van New York – 2:10.52 (PR)[2]
- 1981: 13e marathon van Honolulu – 2:25.07
- 1982: 12e marathon van Rome – 2:18.26 (te kort parcours)
- 1982: 5e EK in Athene – 2:17.31
- 1982: 17e marathon van Columbus – 2:30.37
- 1983: 10e marathon van New York – 2:11.35
- 1984: 6e marathon van Miami – 2:21.51
- 1984: 13e marathon van New York – 2:19.18
- 1984: 12e marathon van Sacramento – 2:17.45
- 1985:  marathon van München – 2:25.06
- 1985:  marathon van Stockholm – 2:20.14
- 1985:  marathon van Helsinki – 2:19.49
- 1986: 44e marathon van Peking – 2:19.45
- 1987: 4e marathon van Uusikaupunki – 2:18.29
- 1988: 19e marathon van Helsinki – 2:29.30

### veldlopen
- 1973: 10e Finse kamp. in Mikkeli – 46.51
- 1975:  Finse kamp. in Porvoo – 49.19
- 1975:  Lidingoloppet – 1:40.10
- 1976: 73e WK in Chepstow – 36.51
- 1977: 118e WK in Düsseldorf – 40.23
- 1977:  Lidingoloppet – 1:42.38
- 1979:  Lidingoloppet – 1:38.51